# Googlebomb
En Googlebomb är ett sätt att försöka höja en webbsidas rankning vid sökning på ett visst ord eller fras med en söktjänst på Internet, trots att webbsidans innehåll har liten relevans för sökningen, genom att skapa ett stort antal länkar till webbsidan med en länktext som motsvarar det ord eller fras som avsikten är att webbsidan ska få en högre rankning på.
Metoden har använts i politiska, ekonomiska och komiska syften.